# Космос-2043
Космос-2043 је један од преко 2400 совјетских вјештачких сателита лансираних у оквиру програма Космос.
Космос-2043 је лансиран са космодрома Плесецк, СССР, 14. септембра 1989. Ракета-носач је поставила сателит у орбиту око планете Земље. Маса сателита при лансирању је износила 220 килограма. Космос-2043 је био комуникациони сателит.